# Saison 2017 de l'équipe cycliste Sky
La saison 2017 de l'équipe cycliste Sky est la huitième de cette équipe.

## Préparation de la saison 2017

### Sponsors et financement de l'équipe
Depuis sa création en 2010, l'équipe porte le nom de son principal sponsor, BSkyB. En juin 2013, la direction de l'équipe Sky annonce avoir signé un partenariat « de long terme » avec 21st Century Fox, nouveau groupe de médias issu de la scission de News Corporation, et dirigée par Rupert Murdoch. Ce partenariat se manifeste par l'apparition du logo de l'entreprise sur les équipements des coureurs à partir du Tour de France 2013,. Le budget de l'équipe pour cette saison, considéré comme le plus élevé des équipes cyclistes, s'élève à 35 à 37 millions d'euros,.
Pinarello est le fournisseur de cycles de l'équipe Sky. Leur contrat les lie jusqu'en 2020. Ces vélos sont équipés par Shimano. Les coureurs de Sky portent des casques de marque Kask depuis la création de l'équipe en 2010. Cette marque est également engagée jusqu'en 2020. Castelli devient le fournisseur de vêtements à compter de cette saison 2017. Le nouveau maillot reste noir, et arbore à l'avant des lignes, symbolisant les victoires de l'équipe. Les lignes bleues représentent les victoires en World Tour, les blanches les autres victoires. Les lignes les plus courtes représentent les courses d'un jour, les plus longues les victoires sur le Tour de France.

### Arrivées et départs
| Arrivées           | Équipe 2016         |
| ------------------ | ------------------- |
| Jonathan Dibben    | Wiggins             |
| Owain Doull        | Wiggins             |
| Kenny Elissonde    | FDJ                 |
| Tao Geoghegan Hart | Axeon-Hagens Berman |
| Diego Rosa         | Astana              |
| Łukasz Wiśniowski  | Etixx-Quick Step    |

| Départs              | Équipe 2017        |
| -------------------- | ------------------ |
| Andrew Fenn          | Aqua Blue Sport    |
| Leopold König        | Bora-Hansgrohe     |
| Lars Petter Nordhaug | Aqua Blue Sport    |
| Alex Peters          | SEG Racing Academy |
| Nicolas Roche        | BMC Racing         |
| Ben Swift            | UAE Abu Dhabi      |
| Xabier Zandio        | retraite           |

### Objectifs
Comme toujours les Grands Tours sont visés par la formation britannique. Chris Froome défendra son titre sur le Tour de France où il sera épaulé par Wouter Poels. Sur le Tour d'Italie deux leaders ont été désignés pour ce même objectif. Geraint Thomas et Mikel Landa devront donc se partager la vedette sur les routes italiennes.

## Déroulement de la saison

### Janvier-février
Sky commence sa saison en Australie en janvier, avec la People's Choice Classic, suivie du Tour Down Under, première course du World Tour 2017. Geraint Thomas et Sergio Henao sont les leaders de l'équipe pour cette course. Ils sont accompagnés de Danny van Poppel, attendu dans les sprints, Sebastian Henao, Luke Rowe, Ian Stannard, et Kenny Elissonde. Ce dernier, appelé en remplacement d'Owain Doull, fait ses débuts avec Sky à l'occasion de cette course. Van Poppel termine parmi les quatre premiers des quatre étapes remportées au sprint par Caleb Ewan (Orica-Scott), et prend la deuxième place du classement des sprints derrière ce dernier. Retardé par deux crevaisons dans le final, Sergio Henao prend la douzième place de la deuxième étape à Paracombe,. Bien emmené par Sebastian Henao et Kenny Elissonde à Willunga, il ne parvient pas à suivre Richie Porte (BMC Racing). Huitième de l'étape, il termine douzième du classement général.
L'équipe enchaîne avec la Cadel Evans Great Ocean Road Race, qui fit son entrée dans le World Tour. Christopher Froome y commence sa saison. Sky n'y aligne en revanche pas Peter Kennaugh, tenant du titre. À l'exception du remplacement de Geraint Thomas par Froome, l'équipe est identique à celle qui a disputé le Tour Down Under.
Sky se rend au Tour de la Communauté valencienne avec pour leader Wout Poels, tenant du titre. Ses coureurs prennent la deuxième place du contre-la-montre par équipe par lequel débute cette course, à 21 secondes de BMC. Poels prend la quatrième place de l'« étape-reine », remportée par Nairo Quintana, et termine au même rang au classement général, à 52 secondes de Quintana.
Au Tour d'Andalousie, Sky remporte le classement par équipes, et place Wout Poels, Diego Rosa et Mikel Landa aux quatrième, cinquième et sixième places. Durant la même semaine, Michal Kwiatkowski est deuxième du Tour de l'Algarve, derrière Primož Roglič (Lotto NL-Jumbo).
L'équipe Sky est présente lors du week-end d'ouverture de la saison des classiques en Belgique avec le double vainqueur du Circuit Het Nieuwsblad, Ian Stannard. Luke Rowe y obtient les meilleurs résultats. Au Circuit Het Nieuwsblad, il est dans le groupe de poursuivants arrivant moins d'une minute après le vainqueur Greg Van Avermaet, et prend la sixième place. Le lendemain, il est dans le groupe de tête lors de Kuurne-Bruxelles-Kuurne et finit troisième, battu au sprint par Peter Sagan et Jasper Stuyven.

### Mars-avril
Lors des Strade Bianche, Michal Kwiatkowski est présent dans le groupe de tête et attaque seul à 14 kilomètres de l'arrivée. Il s'impose avec 15 secondes d'avance sur Greg Van Avermaet.

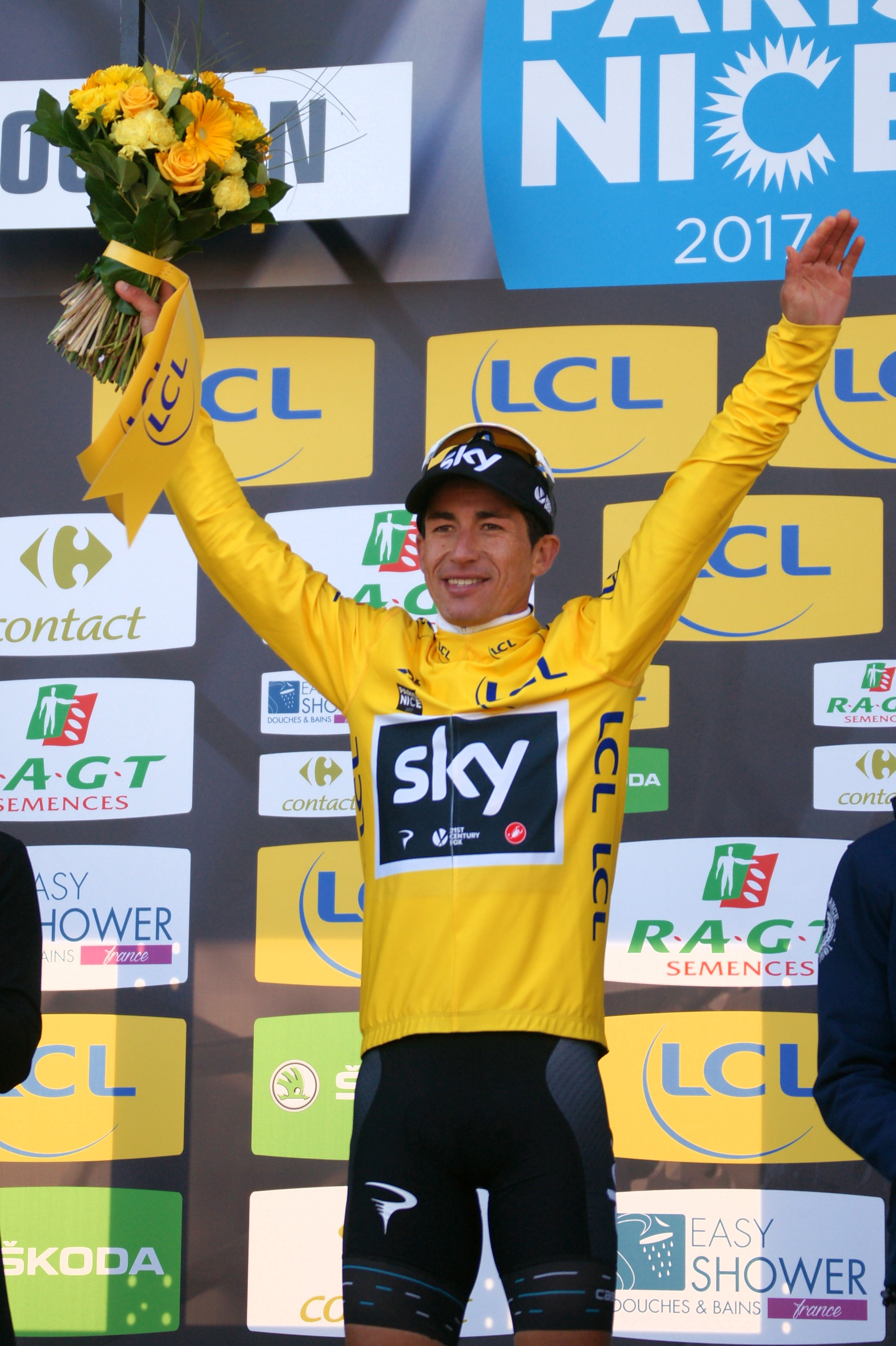
Sergio Henao sur le podium de Paris-Nice.

Sergio Henao est désigné leader de Sky lors de Paris-Nice, en l'absence de Wout Poels, blessé au genou, et du tenant du titre Geraint Thomas, présent sur Tirreno-Adriatico. Il est entouré de Kenny Elissonde, Luke Rowe, Philip Deignan, Christian Knees, David Lopez, Mikel Nieve et Danny van Poppel. Henao prend la première place du classement général à l'issue de la septième étape, au col de la Couillole. Le lendemain, lors de la dernière étape, Alberto Contador (Trek-Segafredo) passe près de lui ravir la victoire. Henao parvient cependant à réduire son retard dans la descente du col d'Èze et s'impose au classement général avec deux secondes d'avance sur Contador. Il obtient là « la plus belle victoire de [sa] carrière » et offre à Sky une cinquième victoire en six ans sur Paris-Nice,.
Durant la même semaine, Sky aligne sur Tirreno-Adriatico ses deux co-leaders pour le Giro, Geraint Thomas et Mikel Landa. Ils sont accompagnés par Michal Kwiatkowski, Diego Rosa, Elia Viviani, Vasil Kiryienka, Gianni Moscon et Salvatore Puccio. Sky voit ses chances au classement général lui échapper dès le contre-la-montre par équipe inaugural. Plusieurs coureurs y sont retardés par des problèmes mécaniques, dont Gianni Moscon, dont la roue se brise en pleine course. L'équipe prend la 18e place, à 1 min 42 s des vainqueurs. Le lendemain, Geraint Thomas gagne l'étape, à Pomarance. Les coureurs de Sky occupent la deuxième place des deux étapes suivantes : Elia Viviani est battu au sprint par Peter Sagan, puis Thomas est derrière Nairo Quintana au Mont Terminillo. Encore quatrième le lendemain à Fermo, et huitième de la dernière étape, disputée contre la montre, Geraint Thomas finit cinquième au classement général, à 58 secondes de Quintana.

## Coureurs et encadrement technique

### Effectif

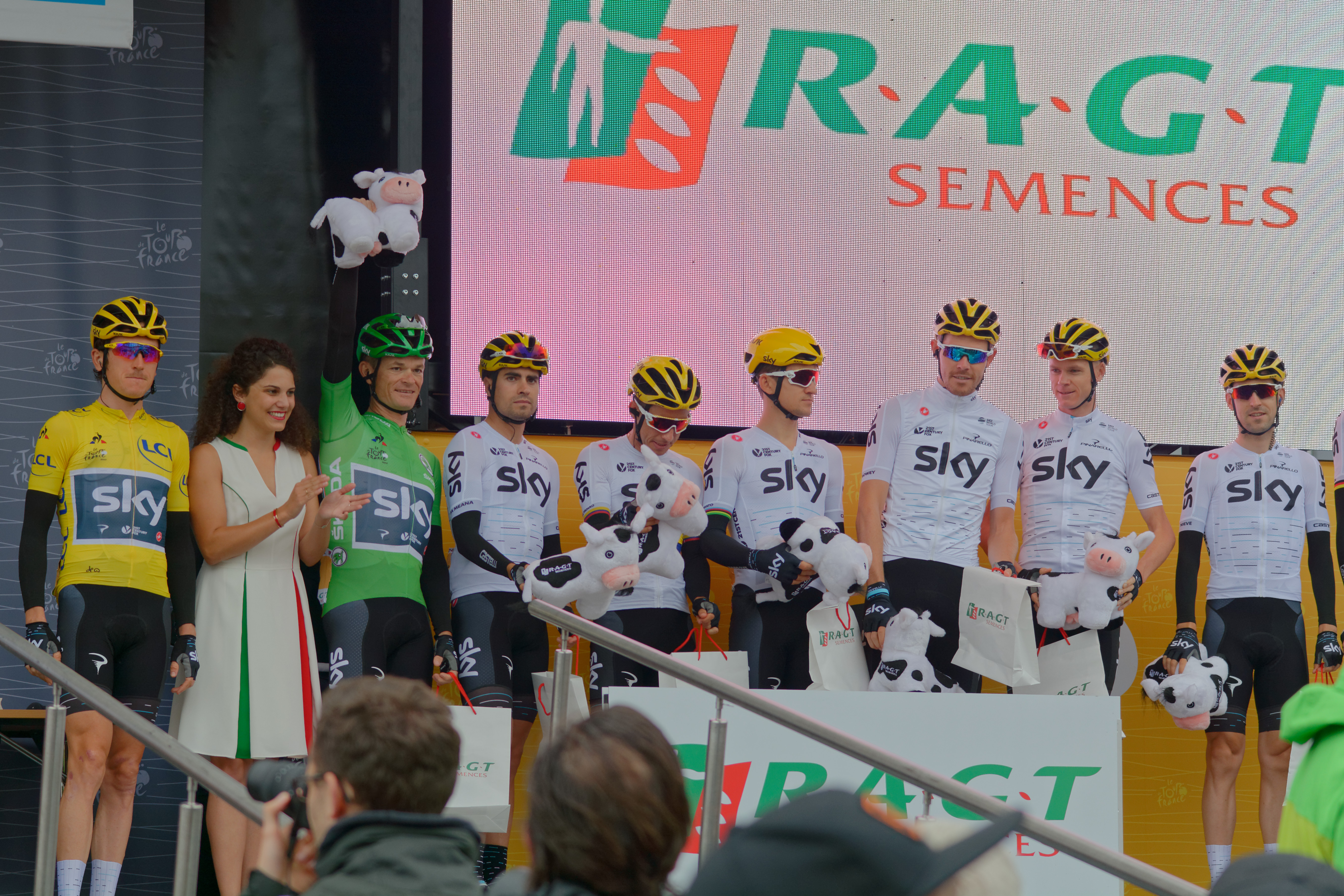
De gauche à droite : Geraint Thomas, Vasil Kiryienka, Mikel Landa, Michał Kwiatkowski, Sergio Henao, Luke Rowe, Chris Froome et Mikel Nieve durant le Tour de France 2017.

| Cycliste           | Date de naissance | Nationalité | Équipe 2016         |  |
| ------------------ | ----------------- | ----------- | ------------------- |  |
| Ian Boswell        | 7 février 1991    | États-Unis  | Sky                 |  |
| Philip Deignan     | 7 septembre 1983  | Irlande     | Sky                 |  |
| Jonathan Dibben    | 12 février 1994   | Royaume-Uni | Wiggins             |  |
| Owain Doull        | 2 mai 1993        | Royaume-Uni | Wiggins             |  |
| Kenny Elissonde    | 22 juillet 1991   | France      | FDJ                 |  |
| Christopher Froome | 20 mai 1985       | Royaume-Uni | Sky                 |  |
| Tao Geoghegan Hart | 30 mars 1995      | Royaume-Uni | Axeon-Hagens Berman |  |
| Michał Gołaś       | 29 avril 1984     | Pologne     | Sky                 |  |
| Sebastián Henao    | 5 août 1993       | Colombie    | Sky                 |  |
| Sergio Henao       | 10 décembre 1987  | Colombie    | Sky                 |  |
| Beñat Intxausti    | 20 mars 1986      | Espagne     | Sky                 |  |
| Peter Kennaugh     | 15 juin 1989      | Royaume-Uni | Sky                 |  |
| Vasil Kiryienka    | 28 juin 1981      | Biélorussie | Sky                 |  |
| Christian Knees    | 5 mars 1981       | Allemagne   | Sky                 |  |
| Michał Kwiatkowski | 2 juin 1990       | Pologne     | Sky                 |  |
| Mikel Landa        | 13 décembre 1989  | Espagne     | Sky                 |  |
| David López García | 13 mai 1981       | Espagne     | Sky                 |  |
| Gianni Moscon      | 20 avril 1994     | Italie      | Sky                 |  |
| Mikel Nieve        | 26 mai 1984       | Espagne     | Sky                 |  |
| Wout Poels         | 1er octobre 1987  | Pays-Bas    | Sky                 |  |
| Salvatore Puccio   | 31 août 1989      | Italie      | Sky                 |  |
| Diego Rosa         | 27 mars 1989      | Italie      | Astana              |  |
| Luke Rowe          | 10 mars 1990      | Royaume-Uni | Sky                 |  |
| Ian Stannard       | 25 mai 1987       | Royaume-Uni | Sky                 |  |
| Geraint Thomas     | 25 mai 1986       | Royaume-Uni | Sky                 |  |
| Danny van Poppel   | 26 juillet 1993   | Pays-Bas    | Sky                 |  |
| Elia Viviani       | 7 février 1989    | Italie      | Sky                 |  |
| Łukasz Wiśniowski  | 7 décembre 1991   | Pologne     | Etixx-Quick Step    |  |

### Encadrement
L'équipe Sky est dirigée depuis sa création en 2010 par Dave Brailsford, qui était auparavant directeur de la performance de la fédération britannique de cyclisme. Les directeurs sportifs de l'équipe sont Dario Cioni, Servais Knaven, Brett Lancaster, Nicolas Portal, Gabriel Rasch et Xabier Zandio. Ce dernier était coureur au sein de l'équipe jusqu'en 2016. Il devient directeur sportif en 2017 et remplace Kurt Asle Arvesen,.

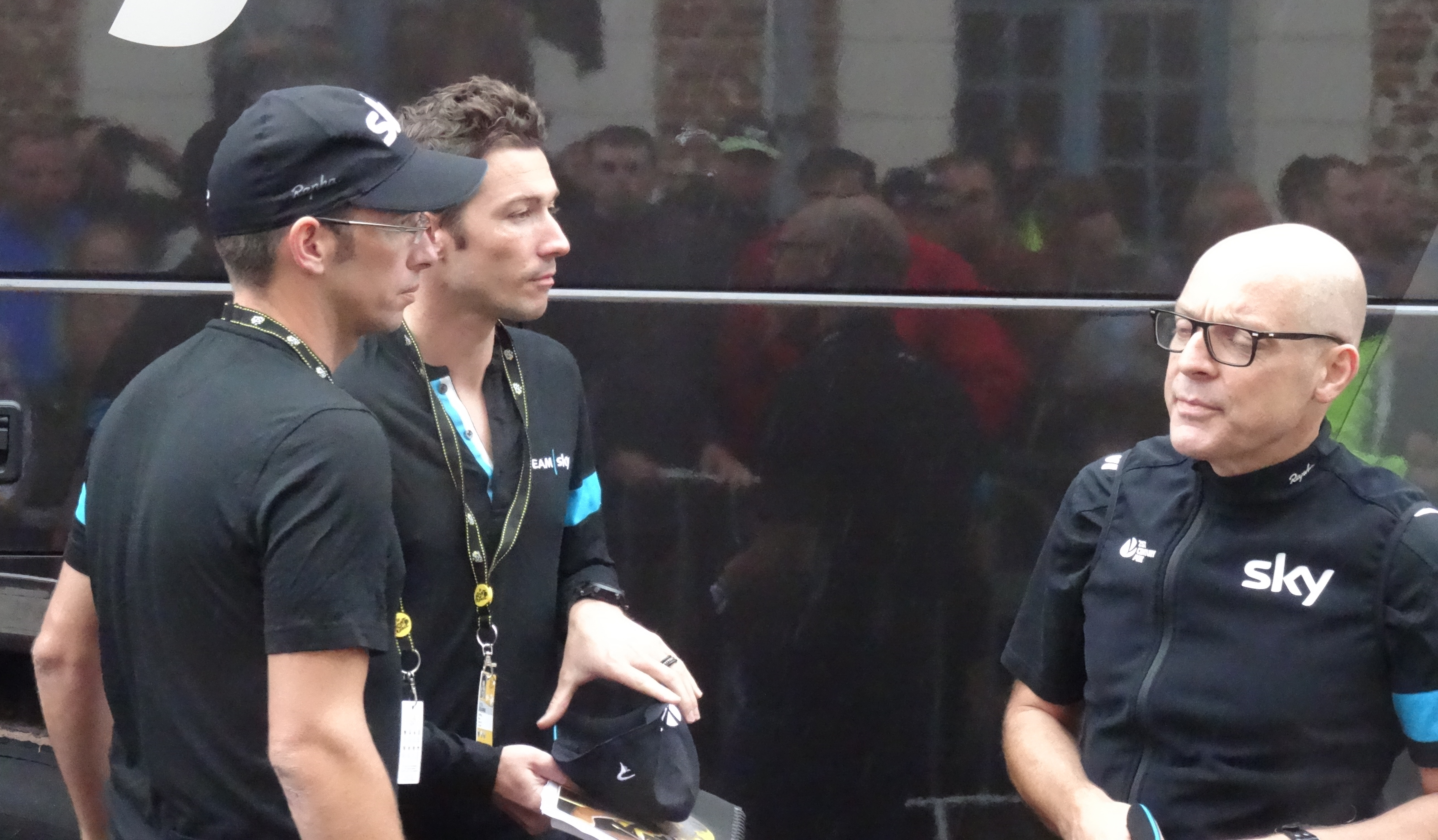
Dario Cioni, Nicolas Portal et Dave Brailsford durant le Tour de France 2014.
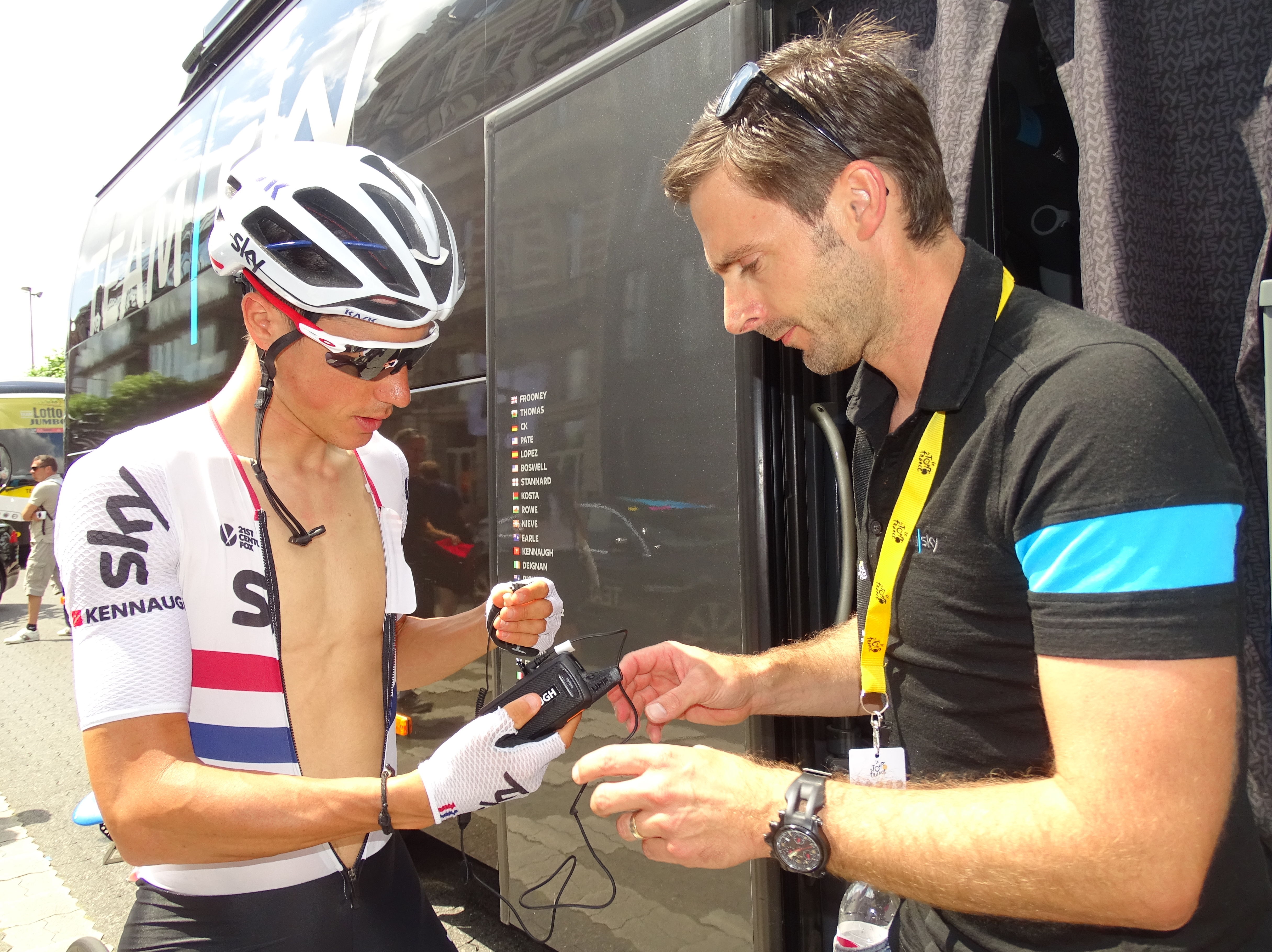
Servais Knaven (à droite), avec Peter Kennaugh pendant le Tour de France 2015.
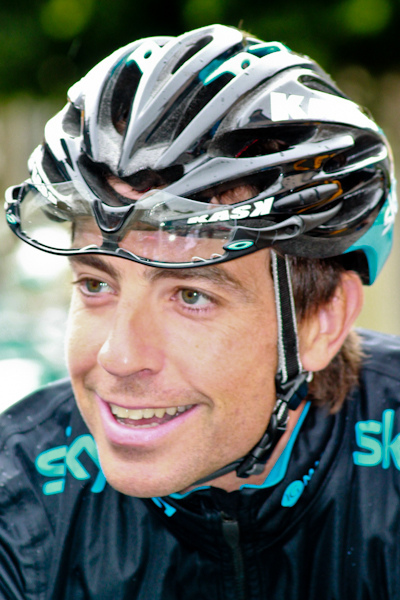
Xabier Zandio en 2011.

## Bilan de la saison
Sky s'impose au classement par équipe du World Tour. C'est son deuxième succès dans ce classement, après celui obtenu en 2012. Deux de ses coureurs terminent parmi les dix premiers du classement individuel : Christopher Froome, deuxième, et Michał Kwiatkowski, sixième.
Sky remporte 34 courses en 2017, ce qui en fait la troisième équipe la plus prolifique de la saison, derrière Quick-Step Floors (56) et BMC (48),.

### Victoires
| Date       | Course                                     | Pays       | Classe | Vainqueur          |
| ---------- | ------------------------------------------ | ---------- | ------ | ------------------ |
| 01/02/2017 | Prologue du Herald Sun Tour                | Australie  | 2.1    | Danny van Poppel   |
| 03/02/2017 | 2e étape du Herald Sun Tour                | Australie  | 2.1    | Luke Rowe          |
| 05/02/2017 | 4e étape du Herald Sun Tour                | Australie  | 2.1    | Ian Stannard       |
| 26/02/2017 | Championnat de Colombie sur route          | Colombie   | CN     | Sergio Henao       |
| 04/03/2017 | Strade Bianche                             | Italie     | 1.WT   | Michał Kwiatkowski |
| 09/03/2017 | 2e étape de Tirreno-Adriatico              | Italie     | 2.WT   | Geraint Thomas     |
| 12/03/2017 | Classement général de Paris-Nice           | France     | 2.WT   | Sergio Henao       |
| 18/03/2017 | Milan-San Remo                             | Italie     | 1.WT   | Michał Kwiatkowski |
| 19/04/2017 | 3e étape du Tour des Alpes                 | France     | 2.HC   | Geraint Thomas     |
| 21/04/2017 | Classement général du Tour des Alpes       | France     | 2.HC   | Geraint Thomas     |
| 28/04/2017 | 3e étape du Tour de Romandie               | Suisse     | 2.WT   | Elia Viviani       |
| 19/05/2017 | 6e étape du Tour de Californie             | États-Unis | 2.WT   | Jonathan Dibben    |
| 26/05/2017 | 19e étape du Tour d'Italie                 | Italie     | 2.WT   | Mikel Landa        |
| 04/06/2017 | Hammer Series                              | Pays-Bas   | 2.1    | Team Sky           |
| 10/06/2017 | 7e étape du Critérium du Dauphiné          | France     | 2.WT   | Peter Kennaugh     |
| 16/06/2017 | 2e étape de la Route du Sud                | France     | 2.1    | Elia Viviani       |
| 21/06/2017 | Championnat de Pologne du contre-la-montre | Pologne    | CN     | Michał Kwiatkowski |
| 23/06/2017 | Championnat d'Italie du contre-la-montre   | Italie     | CN     | Gianni Moscon      |
| 01/07/2017 | 1re étape du Tour de France                | Allemagne  | 2.WT   | Geraint Thomas     |
| 23/07/2017 | Classement général du Tour de France       | Allemagne  | 2.WT   | Christopher Froome |
| 29/07/2017 | Classique de Saint-Sébastien               | Espagne    | 1.WT   | Michał Kwiatkowski |
| 01/08/2017 | 3e étape du Tour de Burgos                 | Espagne    | 2.HC   | Mikel Landa        |
| 02/08/2017 | 5e étape du Tour de Pologne                | Pologne    | 2.WT   | Danny van Poppel   |
| 03/08/2017 | 3e étape du Tour de Burgos                 | Espagne    | 2.HC   | Mikel Landa        |
| 04/08/2017 | 7e étape du Tour de Pologne                | Pologne    | 2.WT   | Wout Poels         |
| 05/08/2017 | Classement général du Tour de Burgos       | Espagne    | 2.HC   | Mikel Landa        |
| 20/08/2017 | EuroEyes Cyclassics                        | Allemagne  | 1.WT   | Elia Viviani       |
| 22/08/2017 | 1re étape du Tour du Poitou-Charentes      | France     | 2.1    | Elia Viviani       |
| 24/08/2017 | 3e étape du Tour du Poitou-Charentes       | France     | 2.1    | Elia Viviani       |
| 27/08/2017 | 9e étape du Tour d'Espagne                 | Espagne    | 2.WT   | Christopher Froome |
| 27/08/2017 | Bretagne Classic                           | France     | 1.WT   | Elia Viviani       |
| 04/09/2017 | 2e étape du Tour de Grande-Bretagne        | Belgique   | 2.HC   | Elia Viviani       |
| 05/09/2017 | 16e étape du Tour d'Espagne                | Espagne    | 2.WT   | Christopher Froome |
| 10/09/2017 | Classement général du Tour d'Espagne       | Espagne    | 2.WT   | Christopher Froome |

### Résultats sur les courses majeures
Les tableaux suivants représentent les résultats de l'équipe dans les principales courses du calendrier international (les cinq classiques majeures et les trois grands tours). Pour chaque épreuve est indiqué le meilleur coureur de l'équipe, son classement ainsi que les accessits glanés par Sky sur les courses de trois semaines.

#### Classiques
| Classique            | Milan-San Remo           | Tour des Flandres   | Paris-Roubaix      | Liège-Bastogne-Liège    | Tour de Lombardie  |
| -------------------- | ------------------------ | ------------------- | ------------------ | ----------------------- | ------------------ |
| Coureur (classement) | Michał Kwiatkowski (1er) | Gianni Moscon (15e) | Gianni Moscon (5e) | Michał Kwiatkowski (3e) | Gianni Moscon (3e) |

#### Grands tours
| Grand tour           | Tour d'Italie                                                                                                   | Tour de France                                                      | Tour d'Espagne                                                                          |
| -------------------- | --- | ------------------------------------------------------------------- | --------------------------------------------------------------------------------------- |
| Coureur (classement) | Mikel Landa (17e)                                                                                               | Christopher Froome (1er)                                            | Christopher Froome (1er)                                                                |
| Accessits            | 1 victoire d'étape (Mikel Landa), Grand Prix de la montagne (Mikel Landa), Prix de la combativité (Mikel Landa) | 1 victoire d'étape (Geraint Thomas), Classement général par équipes | 2 victoires d'étapes (Christopher Froome), Classement par points, Classement du combiné |

### Classement UCI
Team Sky termine à la première place du classement par équipes du World Tour avec 12806 points. Ce total est obtenu par l'addition des points de ses coureurs au classement individuel. Le coureur de l'équipe le mieux classé est Chris Froome, 2e avec 3452 points.
| Rang | Coureur            | Points |
| ---- | ------------------ | ------ |
| 2    | Chris Froome       | 3452   |
| 6    | Michał Kwiatkowski | 2171   |
| 25   | Sergio Henao       | 1266   |
| 28   | Mikel Landa        | 1170   |
| 35   | Elia Viviani       | 1031   |
| 46   | Wout Poels         | 797    |
| 58   | Gianni Moscon      | 690    |
| 67   | Geraint Thomas     | 611    |
| 87   | Mikel Nieve        | 427    |
| 116  | Luke Rowe          | 263    |
| 153  | Danny van Poppel   | 151    |
| 162  | Ian Boswell        | 129    |
| 169  | Tao Geoghegan Hart | 120    |
| 173  | Peter Kennaugh     | 113    |
| 183  | Diego Rosa         | 101    |
| 259  | Sebastian Henao    | 52     |
| 261  | Vasil Kiryienka    | 51     |
| 270  | Jonathan Dibben    | 45     |
| 288  | David López        | 37     |
| 323  | Ian Stannard       | 24     |
| 333  | Philip Deignan     | 23     |
| 342  | Michal Golas       | 21     |
| 344  | Salvatore Puccio   | 20     |
| 351  | Kenny Elissonde    | 17     |
| 374  | Lukasz Wisniowski  | 11     |
| 391  | Owain Doull        | 8      |
| 412  | Christian Knees    | 5      |